# Johnny Flynn
John Patrick Vivian Flynn (Johannesburg, 1983. március 14. –) brit zenész és színész.

## Fiatalkora és tanulmányai
1983. március 14-én született Dél-Afrikában, Eric Flynn brit színész és énekes, valamint Caroline Forbes gyermekeként. Van egy húga, Lillie Flynn, aki a Sussex Wit együttesben énekel. Apja első házasságából két idősebb féltestvére van, Jerome Flynn és Daniel Flynn színészek, valamint egy nővére, Kerry Flynn.
Kétéves korában családjával az Egyesült Királyságba költözött. Flynn zenei ösztöndíjat nyert a Hampshire állambeli Winchester városában található Pilgrims School független iskolába, ahol a kápolna kórusban énekelt. Az ösztöndíj miatt két hangszeren kellett tanulnia: hegedűn és trombitán. Később gitározni tanult, és egy második zenei ösztöndíjat nyert a Steep faluban található Bedales Schoolban. Ezután a Webber Douglas Academy of Dramatic Artra járt színészetet tanulni.
Flynn arcán hegek vannak egy staffordshire bullterrier támadása miatt, amit még gyerekkorában szerzett Dél-Afrikában.

## Magánélete
2011-ben feleségül vette Beatrice Minns színház tervezőt, akivel a középiskola óta járt. Három közös gyermekük van, és Kelet-Londonban élnek.

## Filmográfia

### Film
| Év   | Magyar cím                   | Eredeti cím                | Szerep                | Magyar hang     |
| ---- | ---------------------------- | -------------------------- | --------------------- | --------------- |
| 2006 | Keresztes hadjárat farmerban | Crusade in Jeans           | Dolf Vega             | Czető Roland    |
| 2011 |                              | Lotus Eaters               | Charlie               |                 |
| 2012 | Május után                   | Something in the Air       | N/A                   |                 |
| 2014 | Az élet dala                 | Song One                   | James Forrester       | Fehér Tibor     |
| 2015 | Sils Maria felhői            | Clouds of Sils Maria       | Christopher Giles     | Láng Balázs     |
| 2015 |                              | A Smallholding             | Tonkey                |                 |
| 2016 |                              | Love Is Thicker Than Water | Arthur                |                 |
| 2017 | Vadállat                     | Beast                      | Pascal Renouf         |                 |
| 2019 |                              | Cordelia                   | Frank                 |                 |
| 2020 | Emma                         | Emma.                      | George Knightley      | Mészáros Béla   |
| 2020 |                              | Stardust                   | David Bowie           |                 |
| 2021 | Ásatás                       | The Dig                    | Rory Lomax            |                 |
| 2021 | A Vagdalthús hadművelet      | Operation Mincemeat        | Ian Fleming           |                 |
| 2021 |                              | The Score                  | Mike                  |                 |
| 2022 | Outfit                       | The Outfit                 | Francis               | Makranczi Zalán |
| 2022 | Scrooge: Karácsonyi ének     | Scrooge: A Christmas Carol | Bob Cratchit (hangja) | Szántó Balázs   |
| 2023 | Egy élet                     | One Life                   | Nicholas Winton       |                 |

### Televízió
| Év        | Magyar cím            | Eredeti cím        | Szerep                   | Megjegyzés                                 |
| --------- | --------------------- | ------------------ | ------------------------ | ------------------------------------------ |
| 2005      |                       | Murder in Suburbia | Josh Egan                | 1 epizód                                   |
| 2006      |                       | Holby City         | Karl Massingham          | 1 epizód                                   |
| 2008      |                       | Kingdom            | David Matthews           | 1 epizód                                   |
| 2014–2018 |                       | Lovesick           | Dylan Witter             | 22 epizód                                  |
| 2014      |                       | Detectorists       | Johnny Piper             | 1 epizód                                   |
| 2015      | Tesók                 | Brotherhood        | Toby                     | 8 epizód                                   |
| 2017      | Géniusz               | Genius             | Albert Einstein fiatalon | 8 epizód                                   |
| 2017      | A kilences szám alatt | Inside No. 9       | Elliot Quinn             | 1 epizód                                   |
| 2018      |                       | Vanity Fair        | William Dobbin           | 7 epizód                                   |
| 2018      | Géniusz               | Genius             | Alain Cuny               | 1 epizód                                   |
| 2018      | A nyomorultak         | Les Miserables     | Felix Tholomyès          | 1 epizód                                   |
| 2023      | A szeretők            | The Lovers         | Seamus                   | 6 epizód                                   |
| 2024      | Ripley]]              | Ripley             | Dickie Greenleaf         | - 8 epizód - magyar hangja: - Brasch Bence |

## Diszkográfia

### Albumok
- A Larum (2008)
- Been Listening (2010)
- A Bag of Hammers (Film Score) (2012)
- Country Mile (2013)
- Sillion (2017)
- Live at the Roundhouse (2018)

### Kislemezek
- Ode to a Mare Trod Ditch (2007)
- The Box (2007)
- The Epic Tale of Tom and Sue (2007)
- Hong Kong Cemetery EP (2008)
- Napster Session [Digital-only Release] (2008)
- Brown Trout Blues (2008)
- Leftovers (2008)
- Tickle Me Pink (2008)
- Fee Fie Foe Fum [Split 7" with Laura Marling] (2008)
- [Untitled 10" Vinyl] (2008)
- Sweet William e.p. (2009)
- Kentucky Pill (2010)
- Barnacled Warship (2010)
- The Water (2010)
- Queen Bee (2020)

## Fordítás
- Ez a szócikk részben vagy egészben a Johnny Flynn című angol Wikipédia-szócikk fordításán alapul.  Az eredeti cikk szerkesztőit annak laptörténete sorolja fel. Ez a jelzés csupán a megfogalmazás eredetét és a szerzői jogokat jelzi, nem szolgál a cikkben szereplő információk forrásmegjelöléseként.